# کندرا لاست
کندرا لاست (انگلیسی: Kendra Lust؛ زادهٔ ۱۸ سپتامبر ۱۹۷۸) بازیگر پورنوگرافی آمریکایی است.

## اوایل زندگی
لاست در مدیسون‌هایتس، میشیگان زاده شد. او تباری فرانسوی، کانادایی و ایتالیایی دارد.
کندرا لاست زمانی که به دانشگاه می‌رفت، به مدت یک سال و نیم برای پرداخت شهریه به رقصندگی برهنه می‌پرداخت. وی با مدرک کارشناسی در رشته پرستاری فارغ‌التحصیل شد و به مدت هفت سال  پرستار بود.

## حرفه
او اولین بار در یک نمایش وب کم در صنعت بزرگسالان ظاهر شد ولی کار خود در صنعت پورن را در سال ۲۰۱۲ در سن ۳۳ سالگی آغاز کرد و از آن زمان تاکنون در بیش از ۱۵۰ فیلم بزرگسال ظاهر شده است.
لاست جوایز متعددی را برای حضور در فیلم‌های واضح دریافت کرده است.
او کارگردانی فیلم های پورنوگرافی را از سال ۲۰۱۶ آغاز کرد.
او همچنین برای تعدادی از نشریات بزرگسالان مدلینگ کرده است.

## زندگی شخصی
لاست با یک مأمور پلیس به نام چارلز کلایو میسون ازدواج کرده‌است و یک دختر دارند. ثروت او در حدود ۲.۵ ملیون دلار تخمین زده شده است.